# Die Dame auf der Banknote
Die Dame auf der Banknote ist ein österreichisches Stummfilm-Kriminallustspiel aus dem Jahre 1929 von Karl Hans Leiter mit Anita Dorris und Iris Arlan in den weiblichen sowie Jean Bradin und Igo Sym in den männlichen Hauptrollen.

## Handlung
Armand de Vigny, ein junger Franzose von nobler Herkunft, sieht auf einer Straße eine junge Frau, die ihn sehr interessiert, und folgt ihr. Es handelt sich um Thea Somberg, der Tochter eines Bankdirektors, was er aber erst später erfährt. Der junge Mann ist sehr erstaunt, als er erkennt, dass das Konterfei der jungen Dame mit dem auf einer Tausend-Schilling-Banknote identisch ist. Das ungewöhnlich große Interesse Armands für die Dame auf der Banknote fällt auch einen Polizeikommissar namens Viereckl auf, als Armand offensichtlich auch ein großes Interesse an der besonders gern gefälschten Tausend-Schilling-Banknote zeigt und sich dann auch noch bei einem Hotelportier nach Theas Namen erkundigt. 
Polizeikommissar Dr. Viereckl ist nämlich gerade auf der Jagd nach eine Banknotenfälscherbande und einer jungen Frau, die die Komplizin des Anführers ist. Dieses verwickelte Handlungskonstrukt führt dazu, dass Armand de Vigny nicht nur ins Visier der Polizei gerät, sondern auch noch als vermeintlicher Geldfälscher verhaftet wird, obwohl er es doch nur aus rein privatem Interesse auf die Dame auf der Banknote abgesehen hat. Dann beginnt Kommissar Dr. Viereckl auch noch ein Auge auf die Braut und Komplizin des wahren Ganoven zu werfen. Es geschehen noch einige Verwicklungen, ehe der Banknotenfrau Thea und ihr Bewunderer Armand und der Kommissar mit der geläuterten Komplizin zusammenkommen können.

## Produktionsnotizen
Die Dreharbeiten zu Die Dame auf der Banknote begannen unter dem leicht veränderten Arbeitstitel Die Frau auf der Banknote am 26. November 1928 in den Wiener Schönbrunn-Ateliers und wurden nach etwa zwei Monaten abgeschlossen. Der Film erlebte seine Wiener Premiere am 29. März 1929. Der mit Jugendverbot belegte Sechsakter maß eine Länge von etwa 2600 Meter. 
Erich Böhm übernahm die Produktionsleitung. Die Filmbauten entwarf Hans Ledersteger. Josef A. Vesely war einer von zwei Aufnahmeleitern.

## Kritiken
Friedrich Porges fand lobende Worte für den Film: „Karl Leiter und Rosa Wachtel haben das Buch geschrieben, das bis auf ein paar sentimentale „Asphalt“-Anklänge amüsant und abwechslungsreich und von jener (Leiterschen) behaglichen Satire durchsetzt, die keine bösartigen Spitzen, sondern nur gute Pointen hat. Leiter ist in erster Linie Lustspielregisseur.“.
Die Wiener Allgemeine Zeitung befand: „Wieder ein sehr liebenswürdiges österreichisches Lustspiel, das die Lebensfähigkeit der österreichischen Filmindustrie erweist. Carl Leiter … hat diesen Film inszeniert und da er ein gutes, einfallsreiches Buch zur Verfügung hatte, machte ihm die Arbeit sichtlich Vergnügen.“.